# Тодор Токин (партизанин)
Тодор Георгиев Токин е български партизанин.

## Биография
Роден е на 7 октомври 1893 г. във фердинандското село Горна Лука. Завършва педагогическо училище. От 1919 г. е член на БКП. В периода 1921 – 1924 г. е емигрант в Аржентина. От 1942 до 1943 г. е член на Районен комитет на БКП. Партизанин и началник-щаб на партизански отряд „Христо Михайлов“. От 12 октомври 1944 г. е назначен за помощник-командир на първи армейски пехотен попълващ полк. Награждаван е с орден „За храброст“ IV степен, 2 клас. Умира през 1967 г.